# Mark Morris (Tänzer)

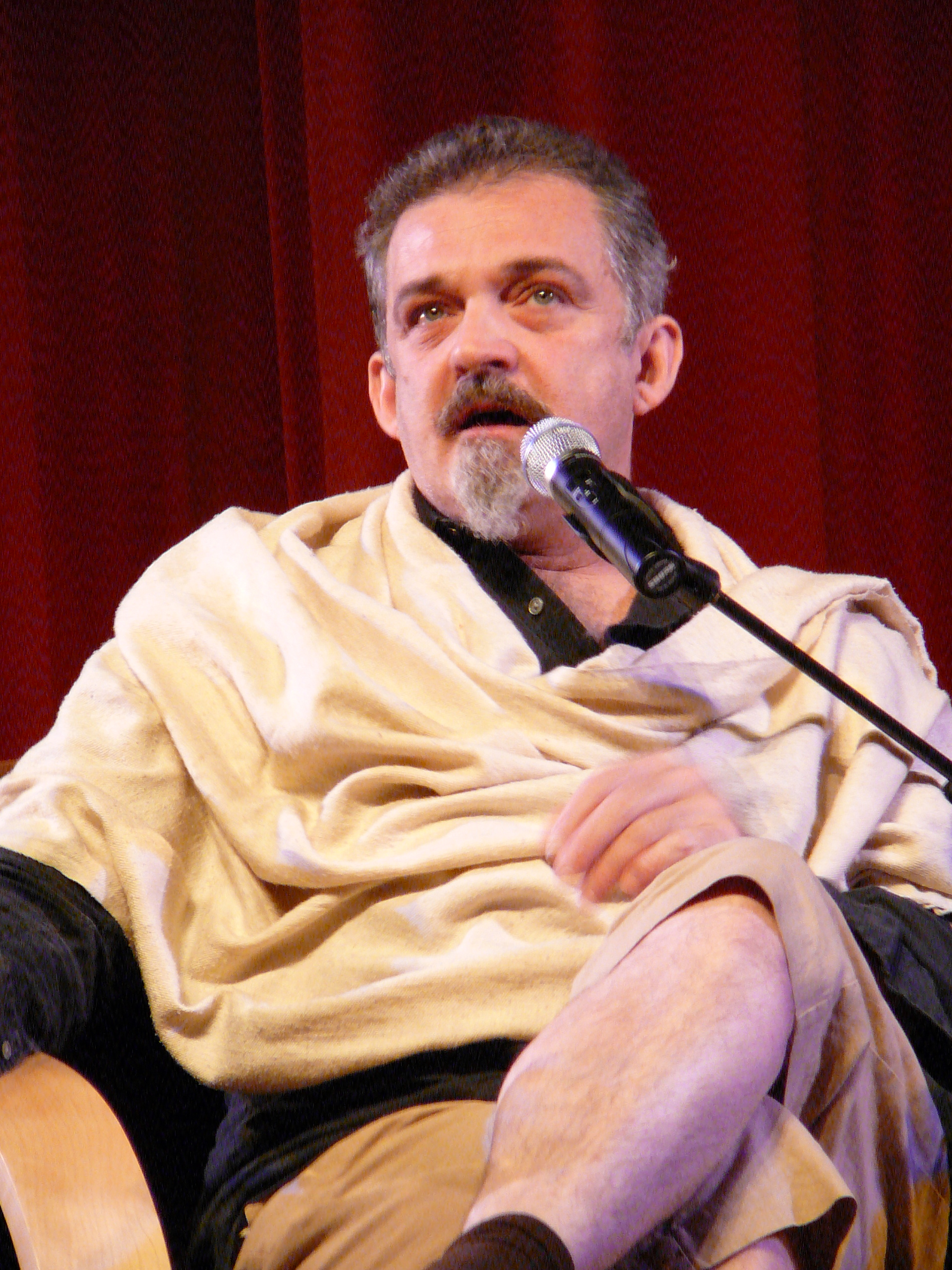
Mark Morris im Jewish Community Center in San Francisco (2006)

Mark William Morris (* 29. August 1956 in Seattle, Washington) ist ein zeitgenössischer US-amerikanischer Tänzer und Choreograf.

## Leben und Wirken

### Jugendjahre
Mark Morris wurde 1956 in Seattle, Washington, als Sohn eines High-School-Lehrers für Englisch und einer bereits zwei Töchter versorgenden Hausfrau geboren. Die Familie, die den Presbytern angehört, ist nordeuropäischer Abstammung. Eine Tanzleidenschaft war in der Familie vorhanden, sodass Mark Morris ohne Widerstände einen solchen künstlerischen Weg einschlagen konnte.
In der Schulzeit hatte er viel Kontakt mit Einwandererkindern aus verschiedenen Erdteilen, deren Traditionen er kennenlernte und an denen er teilnahm, indem er zum Beispiel Tanzgruppen mit ihnen bildete, die das Einstudierte bei Versammlungen vorführten. Schon 1965 stand für ihn fest, Flamenco-Tänzer werden zu wollen, worin ihn seine Mutter unterstützte, indem sie ihn in einer Tanzschule anmeldete. Der gelehrige Junge bekam bald auch Ballettunterricht. Daneben zeigte ihm seine Tanzlehrerin weitere Formen des Tanzes, sodass er bereits mit elf Jahren dem ortsansässigen russischen Balalaika-Orchester als Vortänzer beitreten konnte. Eine Woche lang wurde er sogar vom in Oregon gastierenden Bolschoi-Ballett für eine Kinderrolle engagiert. Eine weitere Woche Sommerkurs bei José Greco krönte diese Zeit. Später gab er selbst Tanzkurse.
Ab 1970 war er für drei Jahre Mitglied einer kommunenartigen feucht-fröhlichen Balkan-Tanzgruppe, die auf bulgarische und jugoslawische Tänze ausgerichtet war – eine im wahrsten Sinne berauschende Zeit, wie Morris später angab. Parallel dazu war er weiterhin in der Tanzschule aktiv und machte in Sommercamps Bekanntschaft mit dem Jazz Dance und dem modernen amerikanischen Tanzstil, dem Modern Dance. Mit 14 kreierte er eine erste eigene moderne Tanzdarbietung und mit 15 ein Ballettstück, das er mit etwas älteren Mitwirkenden als er selbst einstudierte.
Im Juni 1973 beendete er die High School und begab sich auf eine Europareise, die in Madrid endete, wo er ein Flamenco-Studium aufnahm. Er tourte auch mit dem Royal Chamber Ballet of Madrid. Insgesamt war er aber ernüchtert über den niedrigen Grad der Folklore-Pflege und dafür den hohen Grad an Schwulen-Diskriminierung. Er kehrte nach fünf Monaten in Madrid im Mai 1974 nach Seattle zurück – mit dem zerplatzten Flamenco-Tänzer-Traum im Gepäck. Dafür steigerte er nun die Ballett-Ambitionen. Im Januar 1976 hielt er die Zeit für gekommen, nach New York City zu fliegen, um in den dortigen Kompanien sein Glück zu suchen.

### Mark Morris Dance Group
Ein erstes Engagement erhielt er beim Eliot Feld Ballet in Manhattan, das jedoch lediglich wenige Monate dauerte. Die nachfolgenden fünf Jahre durchlief er mehrere Kompanien, darunter auch die von Paul Taylor. In Neuseeland, Indonesien und Indien gastierte er mit der Formation um Laura Dean und danach in weiteren asiatischen Ländern mit der Lar Lubovitch Dance Company. Im November 1980 schließlich präsentierten Morris und ein paar seiner Freunde erste eigene Choreografien während eines Konzerts im Merce Cunningham’s Studio in Manhattan. Aus dieser Vorstufe entwickelte sich 1981 die Mark Morris Dance Group. Sie trat vor allem am im selben Stadtteil gelegenen Bessie Schönberg Theater auf. Seither entwarf Morris für seine Truppe über 120 Ballette und choreografierte nebenbei für das San Francisco Ballet, das Pariser Opernballett (Ballet de l’Opéra de Paris), das American Ballet Theatre (ABT) sowie das Boston Ballet, das Chicagoer Joffrey Ballet und andere Auftraggeber. 1982 stellte er die Neuen-Liebesliederwalzer-Ballette nach Johannes Brahms vor und dokumentierte damit erstmals seinen, auf dem amerikanischen Modern Dance basierenden, von Leichtigkeit und Spritzigkeit geprägten Stil, den Kritiker auch wegen des choreographischen und tänzerischen Witzes als beispielhaft bezeichneten.
1986 gelang der Kompanie der endgültige Durchbruch in den USA, als sieben Einstudierungen im Fernsehen ausgestrahlt wurden und beim Brooklyn Academy of Music’s Next Wave Festival gleich 16 auf dem Programm standen. Internationale Aufmerksamkeit erzielte er im Herbst 1987 mit seinem Beitrag zu John Adams’ Oper Nixon in China, einer Neubearbeitung eines Revolutionsballetts. Der nächste Höhepunkt war am 31. Mai 1988 eine Zusammenarbeit mit dem Tänzer Mikhail Baryshnikov anlässlich der Uraufführung von Morris’ Drink to Me Only with Thine Eyes (auf die Piano-Etüden von Virgil Thomson) an der Metropolitan Opera. Die New York Times lobte Schrulligkeit und Raffinesse der Choreografie. Weniger positiv nahm die New York Times das 1989 erstmals in Brüssel und dann an der Brooklyn Academy of Music gezeigte Stück Wonderland zu Arnold-Schönberg-Klängen auf. Es tanzte wieder Baryshnikov in der Choreografie von Morris. Allerdings sei das Werk ein „schritthungriges“, „stummes“ und „zerrissenes“ Melodram (das nicht im Zuschauerbewusstsein haften bleibe) und somit zwangsläufig das schlechteste des Abendprogramms, obwohl es doch auch irgendwie „interessant“ sei.

### Monnaie Dance Group
1987 wurde Morris vom Brüsseler Opernintendanten Gérard Mortier als Nachfolger von Ballett-Chef Maurice Béjart gewonnen, der nach dreißigjähriger erfolgreicher Arbeit nach Lausanne gewechselt hatte. Der neue „Director of Dance“ des Théâtre Royal de la Monnaie nahm 1988 seine 24 Tänzer und Tänzerinnen, die er um vier Mitglieder aus dem Folkwang- und Pina-Bausch-Umkreis verstärkte, mit in die belgische Hauptstadt. Die Truppe trat dort unter der Bezeichnung „Monnaie Dance Group Mark Morris“ auf und zeigte bis 1991 zwölf Choreografien. Gleich die erste, zu Georg Friedrich Händels Pastoral L’Allegro, il Penseroso ed il Moderato nach John Miltons Gedichten begeisterte Publikum wie Fachwelt und avancierte zu einem Klassiker. Das Oxford Dictionary of Dance rechnet sie zu den bedeutendsten Werken des modernen Tanzes der 1980er Jahre. Und für Margaret Fuhrer, Autorin des Buches American Dance, ist L’Allegro mit den vielen Tanzenden, dem Orchester und den Opernsängern ein opulent in Szene gesetztes „Masterpiece“. In den damaligen deutschen Rezensionen hieß es zum Beispiel, dank der symbolreichen, aber nicht intellektuell überfrachteten Darbietung, die die jahrhundertealte europäische Kultur mit dem Professionalismus des modernen amerikanischen Tanzes verbinde, könnten die belgischen Ballettfreunde befreit aufatmen: „[D]as Opernhaus hat einen würdigen Nachfolger für Maurice Béjart gefunden.“ In unterschiedlich einfarbigen Kleidern beziehungsweise Dresses, so dass insgesamt – auch mit den Farbwechseln der Hinterwand – eine Buntheit entsteht, tanzen, stehen, rollen, krabbeln, trippeln, schleichen, marschieren, wiegen und winden sich die 24 Barfußtänzer und -tänzerinnen, wenn sie sich nicht gerade heben oder sich unterhaken oder auseinanderstieben. „Kindhafter Zauber geht von diesen Ringelreihen aus. Haben die Kreis- und Hüpf-Spiele für nicht mitmachende Zuschauer während zweieinhalb Stunden manchmal aber nicht auch den leicht öden Charme von Kinder-Vergnügungen auf dem von besorgten Eltern umsäumten Spielplatz?“ fragte Rolf Michaelis in der Zeit.
Die nachfolgenden Spielzeiten 1989/90 und 1990/91 brachten drei weitere vielbeachtete Werke hervor: Eine Neuinszenierung der Neuen-Liebesliederwalzer-Ballette sowie die „international als bahnbrechend gewürdigten Versionen des „Nussknackers“ (The Hard Nut) und Dido und Aeneas nach der gleichnamigen Henry-Purcell-Oper, die er mit Barbara Willis Sweete auch für das Fernsehen adaptierte“. Über The Hard Nut schrieb Klaus Geitel für die Berliner Morgenpost in einer langen Rezension: „Lausbübisch frisch, vergnügt, freiweg, voller Ironie, doch ganz ohne tiefere Bedeutung hat Mark Morris im Brüsseler Théâtre Royal de la Monnaie Tschaikowskys Nussknacker choreographisch in Szene gesetzt. […] Im Gegensatz zur Betulichkeit mit der andernorts Tschaikowskys Weihnachtstraum meist tänzerisch nachgeträumt wird, ist die Brüsseler Aufführung auf sehenswerte Weise überkandidelt, und dies erfreulicherweise immer wieder auch choreographisch. Mark Morris arbeitet mit einem leichtgängigen Bewegungsfundus, der fließend zwischen Klassik und Moderne changiert, ohne sich je an das eine oder andere Klischee zu verlieren. […] Morris’ Arbeit besitzt bei aller äußerlichen Kauzigkeit und Exaltiertheit einen bemerkenswert stillen Eigenwillen, der von der Truppe mit Gusto und lebhaftem Einverständnis entfaltet wird.“ Reclams Ballettführer zählt die Morris’sche Version zu den „heute am meisten überzeugenden Fassungen“.
1990 gründete Morris das White Oak Dance Project mit Mikhail Baryshnikov. Eine Zusammenarbeit mit Paul Simon bei einem Broadwaymusical datiert aus dem Jahr 1998. Das Musical floppte: Zu viele Egos in der Vorbereitung und zu wenig Tanz auf der Bühne, vermutete der New York Observer.

### Von Brüssel nach Brooklyn
Nach seinem Ausscheiden in Brüssel 1991, dem Jahr, in dem er Fellow der MacArthur Foundation wurde, gastierte er mit seinem Ensemble bevorzugt in England und Amerika. Beim Edinburgh International Festival des Jahres 1997 kam die Covent-Garden-Produktion von Jean-Philippe Rameaus Oper Platée zur Aufführung, die dann im April 2000 ans Lincoln Center der New York City Opera ging, und im Juni 2000 inszenierte er seine Choreografie Four Saints in Three Acts an der English National Opera. Im selben Jahr wurde die Mark Morris Dance Group – inzwischen zweimal mit dem Laurence Olivier Award ausgezeichnet – zum offiziellen Tanzensemble des Virginia Art Festivals ernannt. Im darauffolgenden Jahr bezog sie als ständiges Proben-Quartier das Mark Morris Dance Center in Brooklyn. Das mehrstöckige Gebäude gleich gegenüber der Brooklyn Academy of Music dient auch der Bevölkerung als Tanzschulsaal und den Kindern der Umgebung als Stätte sinnvoller, nämlich professionell betreuter tänzerischer Freizeitbeschäftigung.
2005 wurde Morris in die American Academy of Arts and Sciences und 2008 in die American Philosophical Society gewählt. 2006 erhielt er den Mayor’s Award for Arts & Culture des NYC Department of Cultural Affairs (dem städtischen Kulturausschuss) und einen Gramophone Special Recognition Award des New Yorker Klassik-Senders WQXR dafür, „dass er ein amerikanischer Botschafter für klassische Musik im In- und Ausland ist“. Er ist außerdem Preisträger des Samuel H. Scripps American Dance Festival Lifetime Achievement Award (2007), des angesehenen Leonard Bernstein Lifetime Achievement Award for the Elevation of Music in Society (2010) und des Benjamin Franklin Laureate Prize for Creativity (2012).
Mit den Mozart Dances trat er im Dezember 2006 beim Wiener New Crowned Hope Festival in Erscheinung. Dessen Organisator Peter Sellars hatte bereits mehrfach mit Morris kooperiert, so etwa 1987 bei Nixon in China.
Einen Einblick in Grundkonzept und Entwicklungsprozess verschaffte er seinerzeit dem österreichischen Radiosender Ö1: Er arbeite kaum mit Improvisation, sondern lege jede Bewegung sehr genau fest. Der Vertiefung in die Musik und dem Studium der Partitur folgten grundlegende Entscheidungen über Bewegungsabläufe, um der optischen Umsetzung gerecht zu werden. Diese Ansätze auch wieder verwerfen zu können, behalte er sich jedoch stets vor. Eine Besonderheit der Mark Morris Dance Group ist, dass ausschließlich zu live gespielter Musik getanzt wird. Ob bei Proben oder bei Aufführungen, Mark Morris fühlt sich der Unmittelbarkeit der darstellenden Künste verpflichtet. Das Oxford Dictionary of Dance hebt außerdem hervor, er habe es verstanden, seiner Liebe zum Kitsch ebenso wirkungsvoll zu frönen wie seiner Liebe zur formalen Struktur, während er von der Urkraft eines Werkes wie Grande Duo (1993) zur unverschämten Sentimentalität eines Werkes wie Neue Liebeslieder-Walzer oder der Ekstase von Gloria (1981) überzugehen vermöge. Und seine Respektlosigkeit könne wunderbar extravagant sein, wie in "The Hard Nut".
Neben den bereits genannten Auszeichnungen wurden ihm noch insgesamt zehn Ehrendoktorwürden verliehen.

## Motto der Kompanie
“The mission of the Mark Morris Dance Group is to develop, promote, and sustain dance, music, and opera productions by Mark Morris and to serve as a cultural resource to engage and enrich the community.”

„Die Aufgabe der Mark Morris Dance Group besteht darin, Tanz-, Musik- und Opernproduktionen von Mark Morris zu entwickeln, zu fördern und aufrechtzuerhalten und als kulturelle Ressource dienbar zu machen, um die Gemeinschaft zu beteiligen und zu bereichern.“

## Filmografie (Auswahl)
- Mark Morris Dance Group: The Hard Nut. Music by Tchaikovsky. Choreography by Mark Morris. Ballet in two acts/Ballett in zwei Akten/Ballet en deux actes. Teldec Video, 1992, VHS, 86 min.
- Yo-Yo Ma: Falling Down Stairs. Suite No. 3 for unaccompanied cello. With Mark Morris (Choreographer) & the Mark Morris Dance Group (= Inspired by Bach). A film by Barbara Willis Sweete. Rhombus Media, 1995/Sony Music, 1998, VHS, 55 min.
- The Mark Morris Dance Group: Dido & Aeneas. A film by Barbara Willis Sweete. Rhombus Media, 1995, DVD, 56 min.
- Mark Morris Dance Group: L’Allegro, il Penseroso ed il Moderato. A film by Vincent Bataillon. Thirteen Productions LLC for WNET, 2014, DVD, 97 min (Ballett) + 13 min (Bonus).